# Pteris smithiana
Pteris smithiana là một loài dương xỉ trong họ Pteridaceae. Loài này được Pr., Ettingsh. mô tả khoa học đầu tiên năm 1865.
Danh pháp khoa học của loài này chưa được làm sáng tỏ. 